# Malc de Filadelfia
Malc de Filadelfia o Malc el Sofista (en llatí Malchus, en grec Μάλχος, o Μάλχος σοφιστής) fou un escriptor romà d'Orient que va servir de referència per l'obra Ἐκλογαλ περὶ πρέσβεων,, Excerpta de Legationibus, compilada per ordre de Constantí VII Porfirogènit.
Segons l'enciclopèdia Suides i Eudòxia Macrembolitissa, Malc hauria nascut a Constantinoble, però Foci el fa natural de Filadelfia, però probablement de la Filadelfia del país ammonita (Rabbath-Ammon) a l'est del riu Jordà, moderna Amman. Segurament va estudiar a Constantinoble, on va exercir la seva professió de retòric i sofista.
Va escriure una història de l'Imperi Romà d'Orient que segons Suides i Eudòxia comprenia el regnat de Constantí el Gran fins al d'Anastasi. Foci menciona l'obra sota el títol de Βυζανταϊκά, en set llibres, dels que en fa un resum parcial, i només esmenta el període entre el 473, la malaltia de Lleó I el Traci fins a la mort de l'emperador romà d'Occident Juli Nepot el 480, i se suposa que només havia vist una part de l'obra que possiblement es va publicar en diversos llibres. Foci elogia l'estil històric clar i perfecte de l'obra. El llibre s'ha perdut, excepte el resum de Foci i el que en recull la Collectanea et Excerpta Historico-Politica et Morali de l'emperador Constantí VII.